# Körperspende

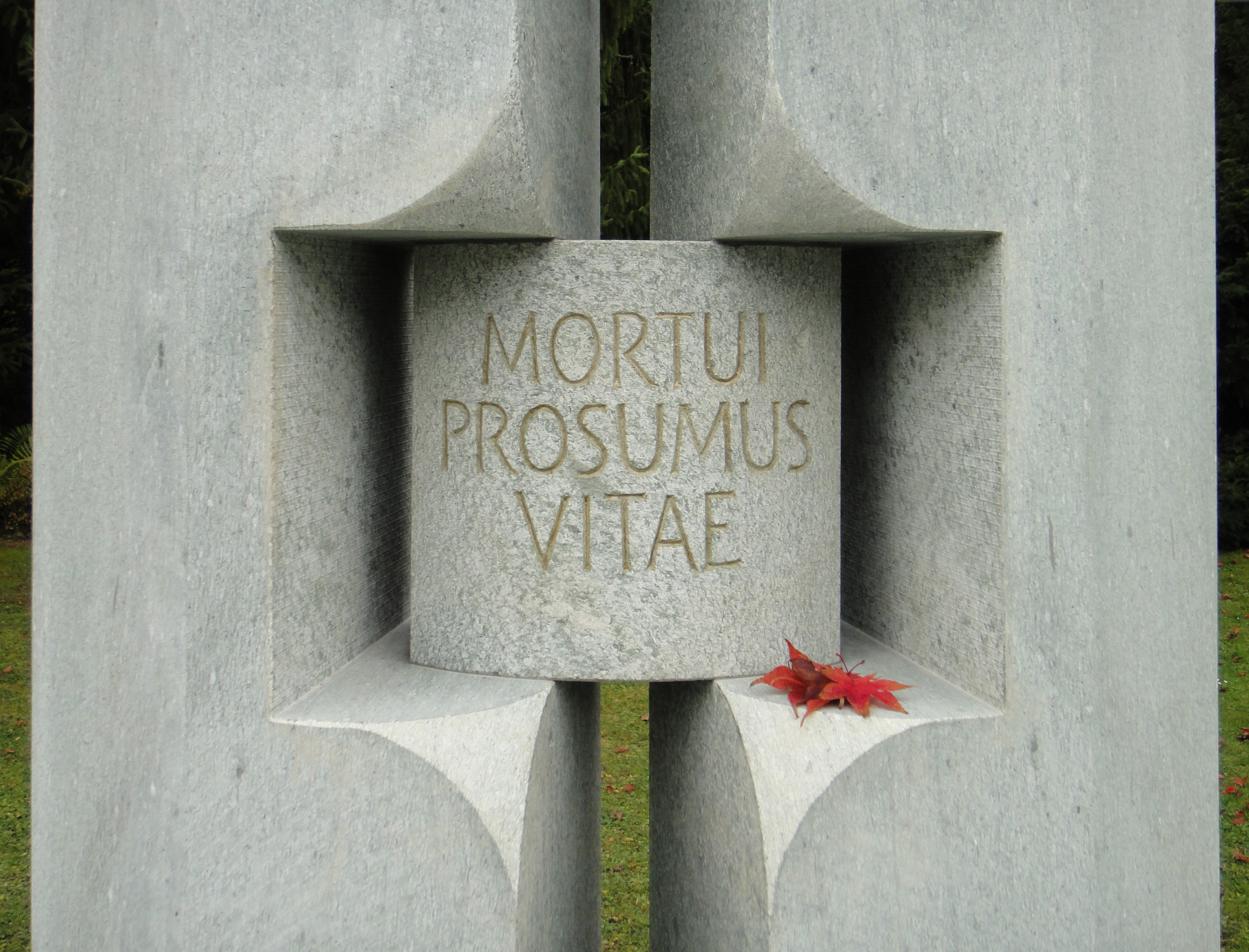
„Noch im Tod dienen wir dem Leben“: Inschrift auf der Steinskulptur von Walter Kretz auf dem Gemeinschaftsgrab für Körperspender auf dem Bremgartenfriedhof in Bern

Als Körperspende vermacht ein Spender seinen Leichnam einem anatomischen Institut bzw. deren Universität zum Zweck der wissenschaftlichen Obduktion oder Plastination. Motiv einer Körperspende kann sein, die medizinische Forschung oder die wissenschaftliche Ausbildung von Medizinstudenten im Präparierkurs zu fördern oder auch Hinterbliebene finanziell zu entlasten.
Früher übernahmen die Institute die Kosten für die Bestattung ganz oder teilweise. Seit dem Wegfall des gesetzlichen Sterbegeldes (galt nur für Deutschland) im Januar 2004 muss der Körperspender die Bestattungskosten im Vorfeld selbst regeln, zum Beispiel durch
- eine Sterbegeldversicherung
- Anlage eines Sparbuches zugunsten der Universität oder
- eine testamentarische Nachlassverfügung.

Mit diesem Betrag können die später auftretenden Kosten (Überführung, Einäscherung, Friedhofsgebühren etc.) seitens der Universität abgedeckt werden. Ist die Finanzierung zum Zeitpunkt des Todes nicht gesichert, kann die Universität die Körperspende ablehnen.

## Vorgehensweise

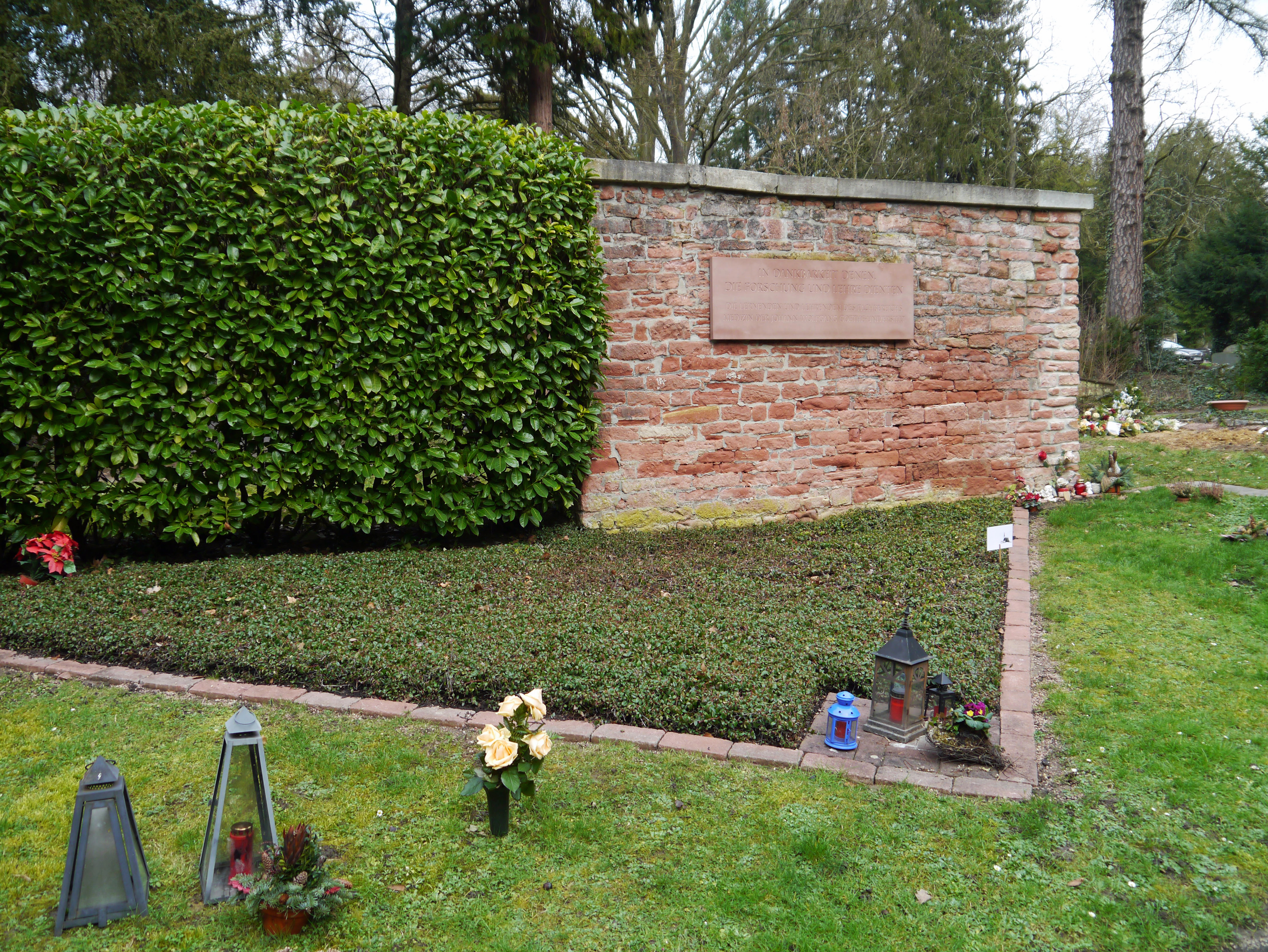
Grabstätte der Körperspender auf dem Hauptfriedhof in Frankfurt am Main

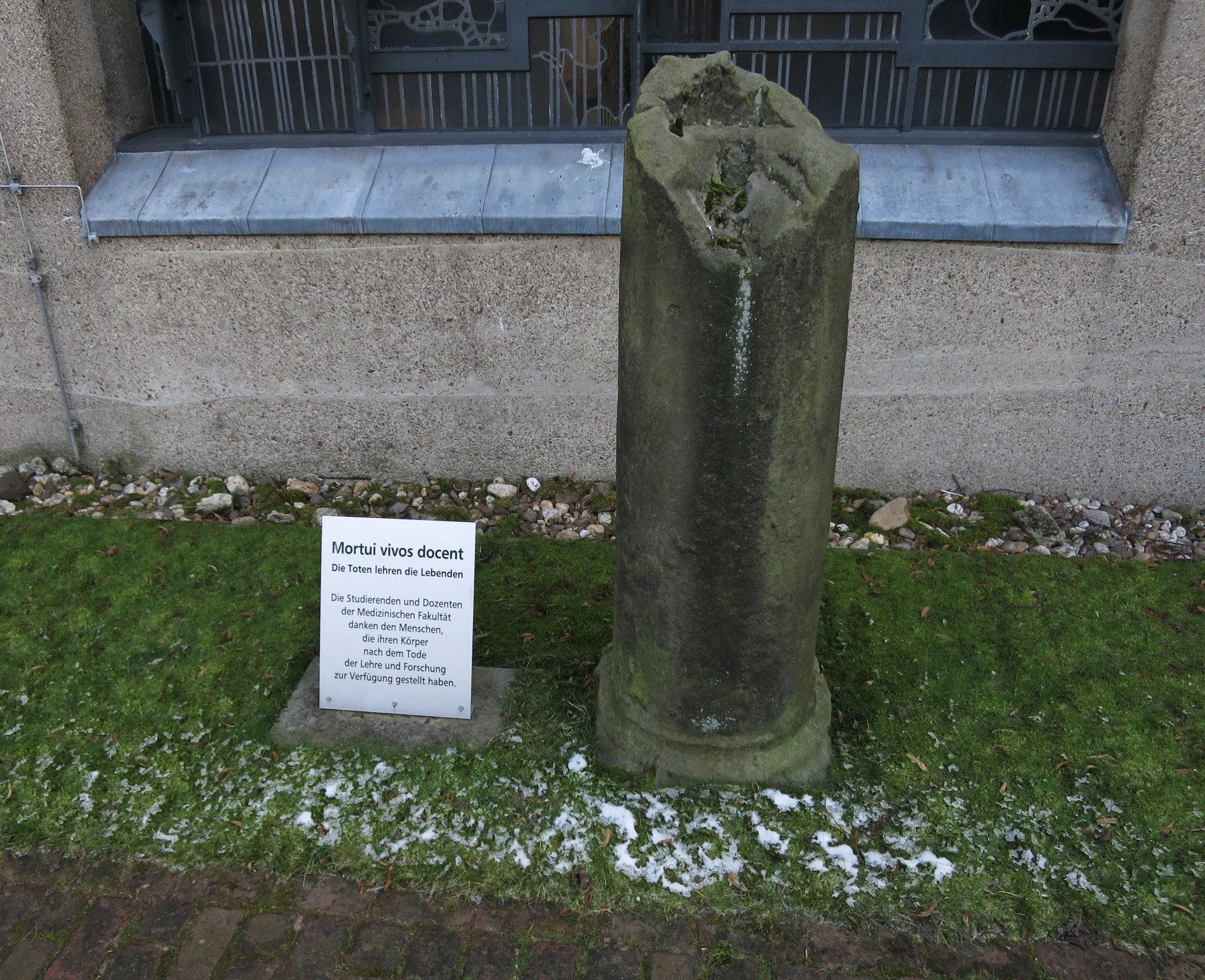
Gedenksäule an Körperspender der Medizinischen Fakultät der Universität Köln

Wer seinen Körper spenden will, muss zu Lebzeiten eine Vereinbarung mit einem entsprechenden Institut abschließen. Diese Vereinbarung kann im Allgemeinen auf Wunsch des Spenders rückgängig gemacht werden, wobei Kosten anfallen können. Hinterbliebene können weder die Vereinbarung widerrufen noch einen verstorbenen Angehörigen ohne dessen Zustimmung für die Körperspende freigeben. Das bedachte Institut erfährt nicht automatisch vom Ableben des Körperspenders. Daher wird Körperspendern empfohlen, ihre Entscheidung den Angehörigen mitzuteilen. 

## Bedingungen
Verstorbene werden trotz abgeschlossener Vereinbarung üblicherweise nicht angenommen,
- wenn sie schwere Körperverletzungen aufweisen
- wenn sie eine stark infektiöse Krankheit hatten (entsprechend Infektionsschutzgesetz)
- wenn sie rechtsmedizinisch oder pathologisch obduziert wurden

In Österreich gelten diese Ausschließungsgründe nicht.
Weitere Bedingungen unterscheiden sich je nach begünstigtem Institut. Auf folgende Punkte ist beispielsweise zu achten:
- Kosten
- Darf der Körperspender zugleich Organspender sein?
- Bis zu welcher Entfernung werden die Kosten für die Überstellung der Leiche übernommen?
- Was passiert, wenn die Leiche nicht angenommen wird? Werden bereits bezahlte Kostenbeiträge rückerstattet?
- Verpflichtet sich das Institut – sofern alle Bedingungen erfüllt sind – zur Übernahme des Körpers und anfallender Bestattungskosten?
- Was geschieht mit den sterblichen Überresten nach Abschluss der Arbeiten?

Manche Institute akzeptieren nur Spender oberhalb eines gewissen Alters.

## Beispiele
Die Medizinische Universität Wien nahm in manchen Jahren aufgrund von Angebotsüberschuss vorübergehend keine neuen Vereinbarungen für Körperspenden an. Danach wurde ein Kostenbeitrag eingeführt, 2006 in Höhe von 400 Euro, 2011 in Höhe von 450 Euro. 2017 betragen die Gebühren 990 Euro. Dieser Betrag ist mit dem Abschluss der Vereinbarung zu zahlen.
Am Institut für Anatomie und Zellbiologie der Martin-Luther-Universität Halle-Wittenberg ist die Körperspende seit September 2006 nicht mehr kostenfrei. Es wird eine Beteiligung an den Bestattungskosten von 750 Euro verlangt (zzgl. ggf. anfallender Überführungs- und sonstiger Kosten).
Am Wiener Zentralfriedhof wird einmal jährlich kurz vor dem Fest Allerheiligen eine Gedenkfeier für verstorbene Körperspender abgehalten und es gibt einen Ehrengrabstein bzw. seit kurzem einen Urnenhain, an dem Angehörige von Körperspendern Andacht halten können.
Eine besondere Form der Körperspende stellen Body Farmen zur Forschung in der Forensik dar.